# 卡姆揚卡 (特諾皮爾州)
49°17′28″N 25°35′37″E / 49.29111°N 25.59361°E
卡姆揚卡（羅馬化：Kamianka）是位於烏克蘭西部的村莊，由捷爾諾波爾州捷爾諾波爾區的米庫林齊市鎮負責管轄。該村始建於1865年，面積0.93平方公里，海拔高度293米，2001年人口186，人口密度每平方公里199.8人。